# Pallazit
A pallazit egy kő-vas meteorit típus. Centiméteres méretű olivin kristályok vannak beágyazva egy nikkel-vas fém-mátrixban. A nagyobb fémes vasnikkel felületeken megjeleníthető a Widmanstätten-mintázat is, ha a felületet étetéssel kezeljük.

## Eredete
Egy kisbolygó méretű égitest ütközés hatására történt szétdarabolódása során kerülhetnek a bolygóközi térbe pallazitmeteorit-darabok. A kisbolygó méretű test köpeny-mag határáról származhatnak a kőzetminták.

## Ásványos összetétele
A két fő alkotó ásvány, fémes nikkel-vas és az olivin. Mellettük kisebb mennyiségben tartalmaznak még schreiberzitet, troilitet és foszfátokat is.

## Névadó tudós

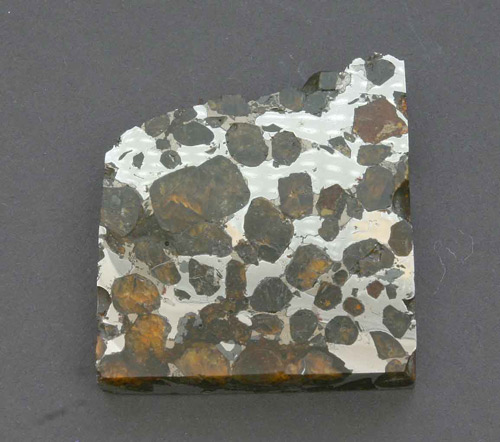
Metszet a Brahin pallazitból, melyen jól látszanak a nagy olivin kristályok, amelyek a fémben mátrixban elkülönülten állnak.

A pallazitok Péter Simon Pallasról (1741-1811) kapták a nevüket. Pallas az orosz cár székvárosában, Szentpétervárott tanított, amikor 1772-ben tudomására jutott, hogy Krasznojarszk közelében a hegyekben egy érdekes kőzet található. Pallas a helyszínre utazott és ott tanulmányozta a kőzetet. Később, 1776-ban részletes leírást is adott róla. Ezt a leírást Chladni fölhasználta a meteoritekről írott könyvében.

## Pallazit hullások és találások

### Hullások
A pallazitok ritka meteorittípust képviselnek. Mindössze 61 ismert meteorit esemény ismert: hullások és találások. Ezek közül 10-et találtak az Antarktiszon és csak négynek a hullását figyelték meg. A négy hullás a következő: 
- Mineo meteorit, Mineoban, Szicília déli részén. 1826 májusában. Egy 46 grammos mintát találtak meg.
- Zaisho meteorit, Zaiso, Japán. 330 grammos mintát találtak egy megfigyel tűzgolyó esemény nyomán 1898. február elsején.
- Marjalahti, Karélia, Finnország. 45 kilogrammos testet gyűjtöttek be 1902 júniusában egy fényjelenséggel kísért detonáció után. A Marjalahti meteoritot a Helsinki Geológiai Múzeumban őrzik. (A lelőhely ma Oroszország része.)
- Omolon meteorit, Omolon, Magadani terület, Oroszország. Egy rénszarvaspásztor észlelte a hullást 1981 május 16-án. Két évvel később 250 kilogrammnyi anyagot találtak a helyszínen. Egy meteorológia állomásról is észlelték a hullást.

### Ismertebb találások
- Brenham meteorit, Brenham, Kansas, USA. 1890-ben találtak mintegy 20 darabot 1000 kilogramm össztömeggel a Haviland Kráter közelében. Később még 454 kilogrammnyi tömeget begyűjtöttek a környékről. A meteorit teljes tömegét 4,3 tonnára becsülik. Szép darabja van kiállítva a (487 kg) a Chicagói Field Múzeumban. Még 2005-ben és 2006-ban is találtak újabb darabokat belőle.
- Huckitta, Északi terület, Ausztrália. Egy 1400 kilogrammnyi tömeget találtak 1937-ben, és korábban már (1924) találtak egy 1 kg-os darabot is, amit Alice Springsbe vittek.
- Fukang meteorit, Fukang, Xinjiang Tartomány, Kína. Egy 1003 kg tömegű pallazitot gyűjtöttek be 2000-ben.
- Imilac, Atacama-sivatag, Chile. 1822 óta ismert a lelőhely. Az össztömegét 920 kg-ra becsülik.
- Brahin meteorit, Gomel Terület, Fehéroroszország. 1810 óta ismert a lelőhely. Sok kisebb darabot begyűjtöttek már belőle. Az össztömegét 820 kg-ra becsülik. További 227 kg-os darab került elő 2002-ben 3 méteres mélységből.
- Esquel meteorit, Esquel, Chubut, Argentína. Egy 755 kg tömegű pallazitdarab volt beágyazódva a talajba és ismert volt már 1951 előttről.
- Krasznojarszk meteorit, Krasznojarszk, Jenyiszej vidék, Oroszország. A 700 kg-ra becsült tömegű testet 1749-ben fedezték föl mintegy 200 kilométerre déli irányban Krasznojarszktól. A fő tömege, ami 515 kg-ot nyom, a moszkvai Orosz Tudományos Akadémián őrzik. 1990-ben egy 198 kg-nyi testet találtak Pallasovka város közelében. Ezt a várost Pallas-ról nevezték el.

## Külső hivatkozások
- (AP) A 2006 október 17-i hullás
- Bonhams Fukang Pallazit Auction